# Castelmayran
Castelmayran település Franciaországban, Tarn-et-Garonne megyében. Lakosainak száma 1191 fő (2022. január 1.). Castelmayran Angeville, Castelferrus, Castelsarrasin, Caumont, Garganvillar, Saint-Aignan és Saint-Nicolas-de-la-Grave községekkel határos.

## Népesség
A település népessége az elmúlt években az alábbi módon változott:
| Lakosok száma | 1162 | 1189 | 1219 | 1210 | 1216 | 1222 | 1212 | 1201 | 1191 |
|               | 2013 | 2015 | 2016 | 2017 | 2018 | 2019 | 2020 | 2021 | 2022 |